# Андрей Пленкович
Андрей Пленкович (хорв. Andrej Plenković; нар. 8 квітня 1970, Загреб) — хорватський юрист, дипломат і політик. До 12 жовтня 2016 року депутат Європейського парламенту, голова комітету парламентської співпраці між Україною та ЄС (одночасно був заступником голови комітету закордонних справ). Керівник Хорватської демократичної співдружності з 21 червня 2016. Прем'єр-міністр Хорватії з 19 жовтня 2016.

## Життєпис
Закінчив юридичний факультет Загребського університету.
З 1993 обіймає різноманітні посади в МЗС Хорватії. З 2002 року був заступником глави офіційного представництва Хорватії в ЄС. Також обіймав посади заступника посла у Франції та держсекретаря з європейської інтеграції.
У 2011 став членом Сабору від Хорватської демократичної співдружності, консервативної партії, що входить до складу ЄНП. Після приєднання Хорватії до ЄС у 2013 році був обраний до Європарламенту. Здебільшого Пленкович відомий своєю активною участю у процесі європейської інтеграції Хорватії.
Після виборів у парламент Хорватії в 2016, де очолена ним ХДС набрала найбільше голосів, Пленковича називали ймовірним новим прем'єр-міністром Хорватії, при цьому, як він сам заявляв, у разі свого призначення він обіцяє обстоювати інтереси України у Європейській раді.

### На посаді прем'єр-міністра
19 жовтня 2016 року Пленкович був затверджений 12-м прем'єр-міністром Хорватії разом із його кабінетом, що складається з 20 міністрів, — 91 голосом «за», 45 «проти» та 3 утриманими зі 151 члена парламенту. Його уряд одержав підтримку депутатів, які належать до коаліції ХДС-ХСЛП-ХДП, Мосту незалежних списків, Бандич Мілан 365, ХСП, ХДАСБ, СДСП та 5 представників інших національних меншин. Пленкович представив свій кабінет як «уряд, який знає, як здійснити зміни», і наголосив, що пріоритетами уряду є соціальний діалог, стимулювання економічного зростання та податкова реформа.

## Відвідини України
21 листопада 2016 з нагоди третьої річниці Революції Гідності Андрей Пленкович відвідав з офіційним візитом Україну, де в День Гідності та Свободи разом зі своїм українським колегою Володимиром Гройсманом та президентом Петром Порошенком поклав квіти і запалив лампадки біля пам'ятного Хреста на Алеї Героїв Небесної Сотні Це був перший офіційний візит голови уряду Хорватії в Україну за 25 років існування цих двох незалежних держав. Пленкович і Гройсман підписали кілька угод про співпрацю. На зустрічі з українським прем'єром Пленкович заявив, що Хорватія в рамках активізації відносин з Україною готова поділитися досвідом синхронізації і гармонізації законодавства зі стандартами Євросоюзу та реінтеграції окупованих територій. Прем'єр Хорватії переконаний, що розв'язати питання з безвізовим режимом для України Європа мусить якнайшвидше. Також на думку Пленковича, 
|  | Україна стала жертвою агресії. Немає жодної дилеми, ми точно знаємо, хто жертва, а хто агресор. Я говорив і говоритиму: повернути Україні окуповані території — це пріоритет, законний і моральний обов'язок міжнародної спільноти. Ми знаємо, яких саме заходів треба вживати, аби нормалізація життя на цих територіях дозволила проводити місцеві вибори і таким чином повністю повертати ці території до свого складу. Але я переконаний, питання безпеки має бути передумовою, на якій Україна мусить чітко наполягати під час переговорів з міжнародними партнерами. |

На зустрічі з президентом Порошенком Пленкович повідомив, що на його доручення в Хорватії утворено Робочу групу підтримки України, до складу якої входять високопосадовці низки хорватських міністерств і відомств. Президент України подякував прем'єру Хорватії за послідовну підтримку його країною територіальної цілісності України в рамках міжнародних організацій.
Між тим, у МЗС РФ відразу заявили, що занепокоєні створенням при уряді Хорватії робочої групи зі співробітництва з Україною, до кола завдань якої входило би передання хорватського досвіду щодо мирної реінтеграції окупованих територій, тим самим розцінивши такий крок Пленковича як «втручання» його країни в «українське питання». У відповідь прем'єр-міністр Хорватії сказав, що це просто заява «одного з відділів МЗС РФ», на яку він не реагуватиме. На його думку, «це нижчий рівень, тоді як він має діло із серйозною і відповідальною зовнішньою політикою». При цьому прем'єр додав, що його поїздка в Україну була змістовна і пройшла на найвищому рівні.
8 травня 2022 Андрей Пленкович відвідав Київ разом із міністром закордонних справ Горданом Грличем Радманом, де зустрівся з Президентом України Володимиром Зеленським, обговоривши з ним санкції проти РФ і запевнивши в політичній, дипломатичній, правовій, фінансовій, гуманітарній і технічній підтримці України з боку його країни. В ході зустрічі розглянули і питання співпраці у відновленні повноцінного життя в деокупованих українських районах, при цьому Пленкович зазначив, що Хорватія готова поділитися з Україною досвідом розмінування. Також під час цього візиту він оголосив, що того ж дня в Київ повернулася Надзвичайний і Повноважний посол Хорватії в Україні Аніца Джамич, що «також є потужним сигналом підтримки українців».
31 березня 2023 Андрей Пленкович разом із головою уряду Словаччини Едуардом Гегером і прем'єр-міністром Словенії Робертом Голобом прибув в Україну з візитом із нагоди 1-ї річниці визволення Бучі та взяв участь у саміті, присвяченому цій події.
29 січня 2025 Пленкович провів у Загребі зустріч з українським прем'єр-міністром Денисом Шмигалем, обговоривши можливість створення спільної робочої групи для відстеження протиправної діяльності російського тіньового флоту, а також питання послаблення агресора.

## Нагороди
- Орден «За заслуги» I ст. (Україна, 23 серпня 2021) — за вагомий особистий внесок у зміцнення українсько-хорватського міждержавного співробітництва, підтримку незалежності та територіальної цілісності України[15]
- Орден «За заслуги» III ст. (Україна, 21 серпня 2015) — за вагомий особистий внесок у зміцнення міжнародного авторитету Української держави, популяризацію її історичної спадщини і сучасних надбань та з нагоди 24-ї річниці незалежності України[16]